# Florence Baverel-Robert
Florence Baverel-Robert (Pontarlier, 24 mei 1974) is een Franse voormalige biatlete.
Baverel-Robert (tot haar huwelijk met Julien Robert in 2000 Bavarel) maakte vanaf 1994 deel uit van de Franse biatlonploeg, waarmee ze als tweede eindigde op de estafette op zowel het wereldkampioenschap 1995 als dat van 1996. Die twee zilveren medailles werden in 1999 gevolgd door een bronzen. Haar eerste individuele medaille op een wereldkampioenschap won ze in 2000. Ze werd op het WK in Oslo derde op de 10 kilometer achtervolging.
Baverel-Robert behaalde in meer dan tien jaar biatlon op internationaal niveau geen enkele overwinning, tot ze op de Olympische Winterspelen 2006 in Turijn goud won op de 7,5 km sprint. Behalve dat het haar eerste overwinning was, was het tevens de eerste olympische titel ooit voor een Franse biatlete op een individueel nummer. Vier jaar eerder werd ze op de Olympische Winterspelen 2002 in Salt Lake City op diezelfde afstand vijfde. Tijdens diezelfde Spelen in Turijn, won ze met de estafetteploeg een bronzen plak.
Na het seizoen 2006/07 zette ze een punt achter haar carrière.